# 矩尺座λ
矩尺座λ，又名CD-4211188，HD 146667、SAO 226650、HR 6071，是矩尺座的一颗恒星，视星等为5.45，位于銀經338.5，銀緯5.4，其B1900.0坐标为赤經16h 12m 19.9s，赤緯-42° 5.4′ 44″。